# Daniel Estulin
Daniel Estulin este un autor născut în Lituania.
Este unul dintre „vânătorii" grupului Bilderberg.
Cărțile lui Estulin, „Adevărata poveste a Grupului Bilderberg” și „Stăpânii din umbră”, s-au vândut în milioane de exemplare fiind traduse în peste 50 de limbi.